# Kladje pri Krmelju
Kladje pri Krmelju este o localitate din comuna Sevnica, Slovenia, cu o populație de 51 de locuitori.